# 越のかおり
越のかおり（こしのかおり）は、2007年（平成19年）に中央農業総合研究センター北陸センターによって育成されたイネ（稲）の品種。高アミロース米品種の一つ。旧系統名は「北陸207号」。「キヌヒカリ」とインド原産の「Surjumkhi」とを交配し、「キヌヒカリ」を三代戻し交配することによって育成された。
東北南部以西での栽培に適し、熟期は「コシヒカリ」並。収量は、「コシヒカリ」と比べると、標準施肥栽培では低いが、多肥栽培では同程度である。
アミロース含有率は30〜35%。粒型は短粒で、日本国内の通常品種と変わらない。高アミロース米は、適度なコシが出るため米粉麺に向くとされるが、「越のかおり」の麺は、「コシヒカリ」などの麺と比べて、麺離れが良く、食味も良い。